# États généraux de l'information

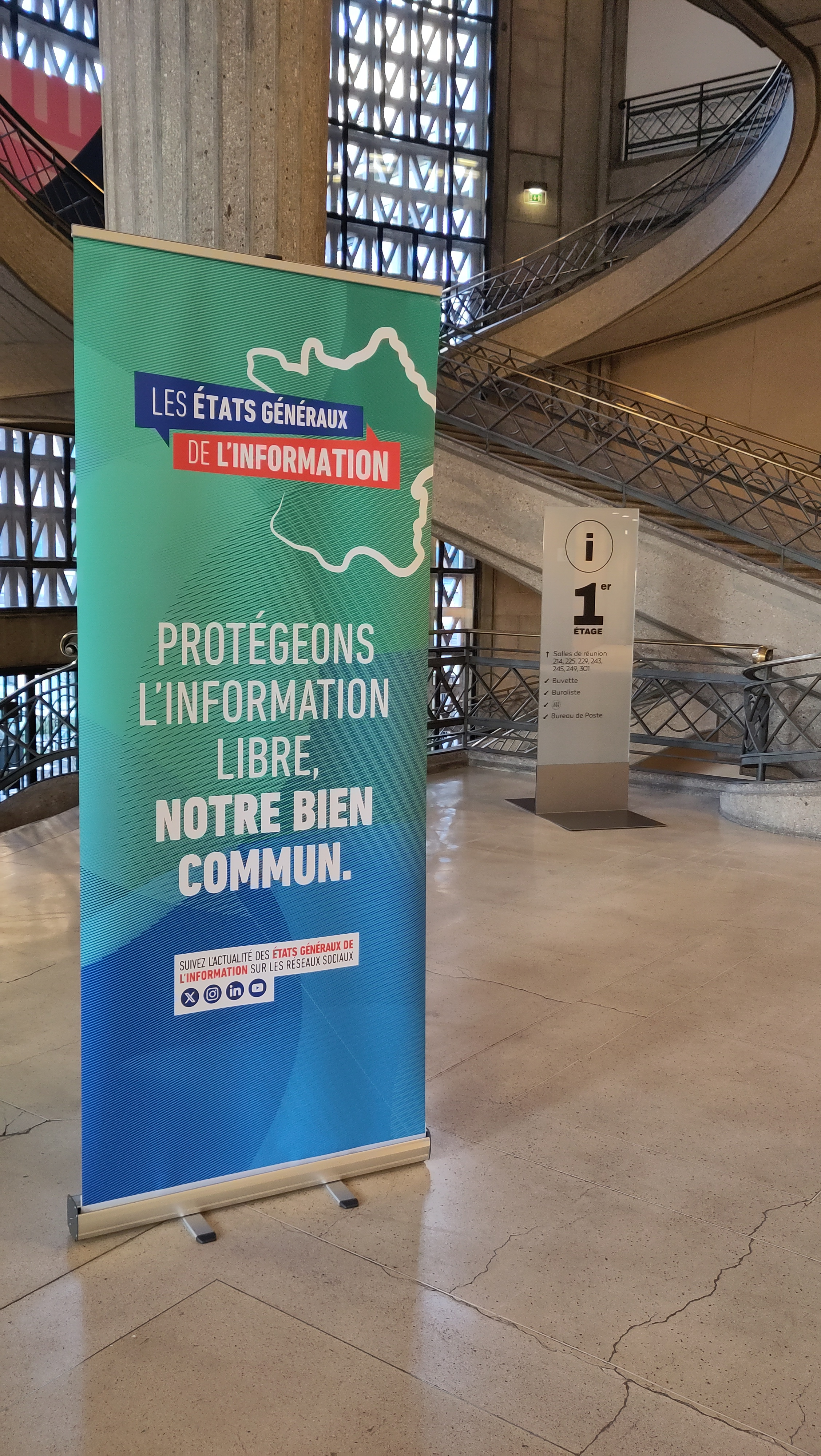
Entrée du palais d'Iéna pendant les États généraux de l'information.

Les États généraux de l'information (EGI) sont une initiative du Président de la République français, Emmanuel Macron, qui vise à  « protéger l’information libre face aux ingérences » et « pérenniser le financement de l’information libre indépendante et la production de documentaires ». Dotés d'un comité de pilotage, ces États généraux se tiennent à partir d'octobre 2023. 

## Contexte
En septembre 2022, Reporters sans frontières formule, dans l'optique de ces États généraux, trente propositions dans un livre blanc issu de consultations. L'ONG retient notamment la nécessité de constitutionnaliser le droit à l'information, de faire de la lutte contre la désinformation une grande cause nationale, d'instaurer un système de protection des démocraties au niveau européen, de favoriser l’émergence d’entreprises à mission dans les médias, de mettre en place un Pass Médias sur le modèle du Pass Culture pour les jeunes de 15 à 24 ans, de faire du 3 mai une « Fête des médias » ou de « favoriser le journalisme constructif pour dépasser la négativité »,.
Un contexte général de concentration des médias, notamment au profit de Vincent Bolloré, qui acquiert le Journal du Dimanche, et de nombreuses atteintes à la liberté de la presse en France suscitent des inquiétudes quant à l'initiative présidentielle des États généraux. Mediapart rappelle notamment que la volonté de la présidence de la République de choisir les journalistes présents lors des déplacements officiels avait suscité en 2017 la réponse de vingt-six rédactions, et que les limites imposées aux journalistes avaient ensuite cru. Les pressions exercées par François Bayrou et Muriel Pénicaud en 2017, la déclaration présidentielle (« Nous avons une presse qui ne cherche plus la vérité ») lors de l'Affaire Benalla, ainsi que les lois contre la manipulation de l'information et sur le secret des affaires suscitent des craintes renouvelées sur l'indépendance de la presse. La convocation de journalistes et professionnels des médias par les services de renseignement, de Benoit Collombat à Ariane Lavrilleux, nourrit les mêmes craintes, ainsi que la tentative de perquisition des locaux de Mediapart, en 2019, pour laquelle l'État a depuis été condamné.

## Organisation
Venant après les États généraux de la presse écrite organisés par Nicolas Sarkozy de septembre 2008 à janvier 2009,,, les  États généraux de l'information sont une promesse de campagne du candidat Emmanuel Macron en 2022. Il indique souhaiter « protéger l’information libre face aux ingérences » et « pérenniser le financement de l’information libre indépendante et la production de documentaires ».
Annoncés dans un premier temps pour novembre 2022, puis pour le début de l'année 2023, enfin pour septembre 2023, les États généraux se tiennent à partir du 3 octobre 2023,,.

## Comité de pilotage

### Composition
Bruno Lasserre, président de la Commission d’accès aux documents administratifs, est nommé à la tête du comité de pilotage. Il est secondé par Christophe Deloire, secrétaire général de Reporters sans frontières. Ce dernier se trouve contraint à un exercice délicat : défendre, en tant que délégué général, une initiative destinée à réformer le secteur de la presse, tout en dénonçant, en raison de ses responsabilités chez Reporters sans frontières, la criminalisation du travail journalistique.
La sociologue Camille François, l’économiste Anne Perrot, la dirigeante Nathalie Collin et la journaliste Maria Ressa les assistent.
En janvier 2024, Bruno Lasserre démissionne de son poste de président des États généraux de l'information. Bruno Patino, président d'Arte, le remplace.

### Méthode
Le comité de pilotage bénéficie d'un budget et de locaux dédiés. Ses travaux se veulent indépendants, sans tutelle particulière de l’Élysée ou du ministère de la Culture, et transparents, avec plusieurs points d’étape, qui doivent conduire à la formulation de conclusions au printemps 2024.
Christophe Deloire indique que les travaux débuteront par une phase de diagnostic et de rencontres lors d'un « grand tour de France » échelonné sur trois mois. Des groupes de travail utiliseront les diverses contributions pour formuler ensuite des propositions d’actions. Les thématiques de travail comprennent les aides à la presse, la publicité, l’audiovisuel public et privé, la qualité de l’information, le financement du journalisme, le pluralisme et l'indépendance éditoriale, mais également les réseaux sociaux, l'intelligence artificielle, et l'éducation aux médias.

## Propositions
Le rapport du comité de pilotage a été présenté le 12 septembre 2024. Les rapporteurs font 15 propositions, :
1. Faire de l’éducation à l’esprit critique et aux médias à l’école une priorité
2. Neutraliser la désinformation par une sensibilisation préventive à grande échelle (pre-bunking)
3. Étendre la qualité de société à mission aux entreprises d’information
4. Améliorer la gouvernance des médias d’information
5. Renforcer la protection du secret des sources et légiférer contre les procédures-bâillons
6. Proposer une labellisation volontaire des influenceurs d’information
7. Créer une nouvelle responsabilité : la responsabilité démocratique
8. Redistribuer une partie de la richesse captée par les fournisseurs de services numériques en faveur de l’information
9. Assurer le pluralisme des médias dans le cadre des opérations de concentration
10. Pour une reconnaissance européenne du droit à l’information
11. Instaurer un pluralisme effectif des algorithmes
12. Rendre le marché de l’intermédiation publicitaire en ligne plus concurrentiel pour permettre un partage de la valeur équilibré
13. Instaurer une obligation d’affichage des contenus d’information pour les très grandes plateformes
14. Rendre effectives les responsabilités des grandes plateformes dans la lutte contre la désinformation et le cyberharcèlement en préparant un « acte II » du Règlement sur les services numériques (DSA)
15. Consolider une politique de lutte contre la désinformation à l’échelle européenne